# Domitille de Pressensé
Pour les articles homonymes, voir Pressensé.
Œuvres principales
Séries :
- Émilie
- Naftaline
- Loup-Rouge

Domitille de Pressensé, née à Nantes en 1952, est auteure et illustratrice française d'albums pour la jeunesse. Elle vit à Paris.

## Biographie
Domitille de Pressensé est née en février 1952 à Nantes, où elle a fait ses études. Elle a commencé sa carrière au milieu des années 1970 avec la série des Émilie alors qu’elle était encore en 4e année de l'École des beaux-arts. La série s'arrête au début des années 1990.
Domitille de Pressensé crée ensuite le personnage de Naftaline. En 1998, l'illustratrice lance une nouvelle série : Loup-Rouge. En 2008, les albums d'Émilie sont réédités chez Casterman. Émilie fête son anniversaire est le dernier album paru.
En 2012, la série Émilie est, de nouveau, adaptée à la télévision sur France 5. L'animation comporte 52 épisodes de trois minutes relatant la vie quotidienne d'Émilie. La série est produite par Studiolito et Blue Spirit, diffusée sur France 5.
Depuis 2013, la nouvelle collection , « Je commence à lire avec Émilie », reprend certains épisodes de l'animation sous forme de petits livres niveau CP.
En 2015, sort la nouvelle collection d'éveil « J'apprends avec Émilie » pour les tout-petits. Cette même année un recueil voit le jour : Petites histoires avant d'aller dormir.

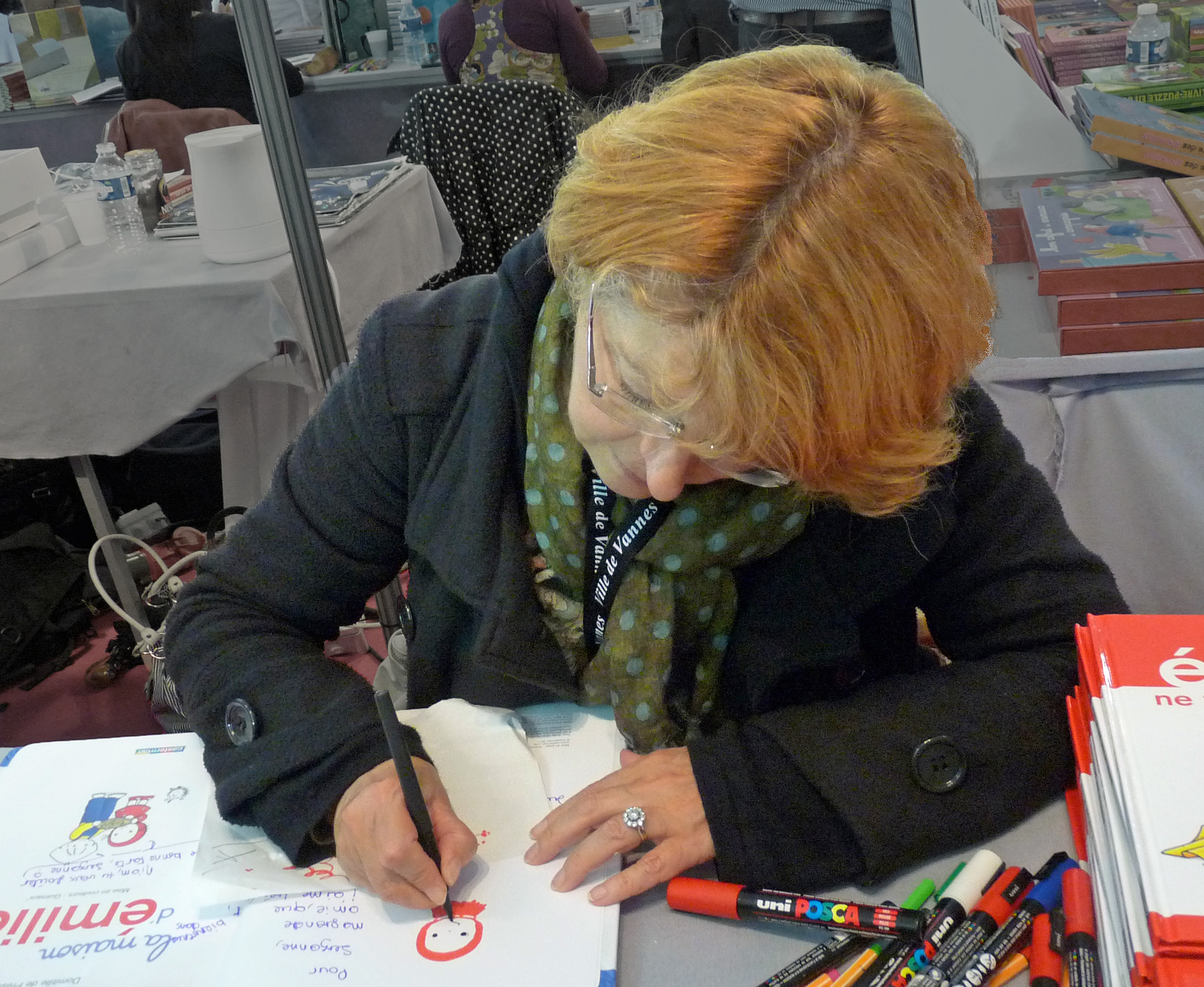
Domitille de Pressensé dédicaçant un album de la série Émilie (Salon du livre en Bretagne, 2012).

## Prix et distinctions
- 1978 : (international) « Honour List »[3], de l' IBBY, catégorie Illustration, pour Émilie et Émilie et ses cousins

## Œuvres

### SérieLe Petit Village
1. Les Dix ans de Stanislas. Paris : Éditions G.P., 1978, 24 p. (Le Petit village ; 1).  (ISBN 2-261-00543-1) -  (ISBN 9782261005444)
2. Julie la flemme. Paris : Rouge et or, 1979, p.  (ISBN 9782261005888)
3. Julie ni grande ni petite. Paris : Rouge et or, 1980, p.  (ISBN 9782261007684)
4. Le Rapt du Père Noël. Paris : Rouge et or, 1980, p.  (ISBN 9782261007691)
5. Florent, le tireur de sonnettes. Paris : Rouge et or, 1980, p.  (ISBN 9782261005444)

### SérieÉmilie
Éditions G.P., collection "Or et bleue"
- Émilie. Paris : Éditions G.P., 1975, 29 p. (Or et bleue)
- Émilie et Arthur
- Émilie et Sidonie, 1975
- Émilie et les Papillons, 1975
- Émilie sous un parapluie
- La mauvaise humeur d'Émilie
- Émilie et l'oie perdue
- Émilie et ses cousins
- Émilie et la souris à moustaches, 1977
- Émilie et le petit sapin
- Émilie et les lunettes de Nicolas
- Le pique-nique d'Émilie
- Émilie au marché. Paris : Éditions G.P., 1981, 26 p. (Or et bleue).  (ISBN 2-261-00807-4)
- La Cabane d'Émilie. Paris : Éditions G.P., 1981, 26 p. (Or et bleue).  (ISBN 2-261-00848-1)
- Émilie va à la pêche
- Émilie a peur du noir. Paris : Éditions G.P., 1981, 28 p. (Or et bleue. Émilie ; 31).  (ISBN 2-261-00944-5)
- Émilie fait pipi au lit
- Émilie et la tortue
- Émilie et la grande tempête
- Émilie et la petite Chloé, 1977
- Émilie et la dent de Stéphane
- Émilie n'a pas sommeil, 1977
- Émilie joue à cache-cache, 1978
- Émilie et Gregory le petit anglais
- Émilie, Arthur et tous les autres. Paris : Éditions G.P., 1978, 25 p. (Or et bleue).  (ISBN 2-261-00501-6)
- La maladie d'Émilie
- L'Alphabet avec Émilie. Paris : Éditions G.P., 1979, 25 p. (Or et bleue).  (ISBN 2-261-00570-9)
- Je compte avec Émilie
- Le gâteau d'Émilie
- Émilie et le bébé de neige
- Émilie se baigne
- Émilie se déguise
- Émilie et les poussins
- Émilie et le cousin d'Arthur
- Émilie et la fête de Sidonie
- Émilie et le petit oiseau
- Émilie boude

Collection mini-Émilie
- C'est moi, Émilie. Paris : G.P. rouge et or, 1979, 8 p.  (ISBN 2-261-00644-6)
- Emilie joue
- Dans le jardin d'Emilie
- Comme Émilie. Paris : G.P. rouge et or, 1981.  (ISBN 2-261-00863-5)
- Pour Émilie. Paris : G.P.rouge et or, 1981.  (ISBN 2-261-00917-8)
- La poche d'Emilie
- Emilie dessine
- Émilie aime se promener. Paris : G.P. Rouge et or, 1980, 8 p.  (ISBN 2-261-00680-2)
- Bonjour Emilie
- Le panier d'Emilie
- Dans la chambre d'Émilie. Paris : G.P. rouge et or, 1981.  (ISBN 2-261-00918-6)
- Arthur, le hérisson d'Émilie. Paris : G.P. rouge et or, 1982.  (ISBN 2-261-00975-5)
- L'École d'Émilie. Paris : GP Rouge et or, 1983, 56 p.  (ISBN 2-261-01257-8)
- Émilie fait du camping, 1984
- Le Bateau d'Émilie. Paris : G. P., 1985, 28 p. (Or et bleue ; 50).  (ISBN 2-261-01687-5)
- Le Château de sable d'Émilie. Paris : GP, 1987, 26 p. (Or et bleue ; 55).  (ISBN 2-261-02029-5)

Livre-valise Émilie
- Le Panier d'Émilie. Paris : Rouge et or, 1989, 6 p. (Livre-valise Émilie ; [1]).  (ISBN 2-261-02737-0)
- Émilie se lève. Paris : Rouge et or, 1989, 6 p. (Livre-valise Émilie ; [2]).  (ISBN 2-261-02736-2)
- La Poche d'Émilie. Paris : Rouge et or, 1989, 6 p. (Livre-valise Émilie ; [3]).  (ISBN 2-261-02738-9)
- La Chambre d'Émilie. Paris : Rouge et or, 1989, 6 p. (Livre-valise Émilie ; [4]).  (ISBN 2-261-02735-4)

Pocket, collection "Kid pocket"
- L'Invitation surprise. Paris : Pocket, 1993, 29 p. (Kid pocket ; 4).  (ISBN 2-266-05795-2)
- Arthur a disparu. Paris : Pocket, 1994, 29 p. (Kid pocket ; 33).  (ISBN 2-266-05783-9)
- La Mauvaise humeur d'Émilie. Paris : Pocket, 1994, 29 p. (Kid pocket ; 42).  (ISBN 2-266-00776-9)
- Émilie s'est perdue. Paris : Pocket, 1994, 29 p. (Kid pocket ; 52).  (ISBN 2-266-00745-9)
- Émilie et les feuilles mortes. Paris : Pocket, 1994, 28 p. (Kid pocket ; 63).  (ISBN 2-266-00847-1)
- Émilie, Guillaume et son câlin. Paris : Pocket, 1995, 28 p. (Kid pocket ; 92).  (ISBN 2-266-06511-4)
- Émilie ne veut pas manger. Paris : Pocket, 1995, 29 p. (Kid pocket ; 150).  (ISBN 2-266-06822-9)
- Émilie, Alexandre et l'hôpital. Paris : Pocket, 1996, 29 p. (Kid pocket ; 181).  (ISBN 2-266-07069-X)
- Émilie n'aime plus Élise. Paris : Pocket, 1996, 29 p. (Kid pocket ; 239).  (ISBN 2-266-07129-7)

### SérieMax dans la rue
1. Max au jardin public. Paris : Nathan, 1995, p.  (ISBN 9782092753545)
2. Max perd son ballon. Paris : Nathan, 1994, p.  (ISBN 9782092753552)
3. Max sur le chemin de l'école. Paris : Nathan, 1995, p.  (ISBN 9782092753569)
4. Max est fatigué. Paris : Nathan, 1995, p.  (ISBN 9782092753538)

### SérieNaftaline
1. Naftaline. Paris : Rouge et or, 1988, 26 p.  (ISBN 2-261-02306-5)
2. Petit monstre. Paris : Rouge et or, 1988, 28 p.  (ISBN 2-261-02308-1)
3. Les gribouillages de Naftaline. Paris : Rouge et or, 1988, 28 p.  (ISBN 2-261-02309-X)
4. Une fessée pour Naftaline. Paris : Rouge et or, 1988, 26 p.  (ISBN 2-261-02307-3)
5. Le microbe. Paris : Rouge et or, 1988, 26 p.  (ISBN 2-261-02628-5)
6. Je vais le dire à ma mère. Paris : Rouge et or, 1989, 26 p.  (ISBN 2-261-02627-7)
7. Le perroquet. Paris : Rouge et or, 1989, 26 p.  (ISBN 2-261-02741-9)
8. Histoire de fées. Paris : Rouge et or, 1990, 26 p.  (ISBN 2-261-03065-7)

### SérieLoup-Rouge
- Loup-Rouge, 1998, Pocket-jeunesse
- Loup-Rouge, petit garou, 1998
- Loup-Rouge et Lili Chaperon rouge, 1999
- Loup-Rouge et Lapin-Lapin, 1999
- Loup-Rouge et Loup Noël, 2005
- Loup-Rouge et les cartes magiques, 2000
- Loup-Rouge à l'école des enfants, 2005
- Loup-Rouge et Suzie le sosie, 2000
- Loup-Rouge et le cruel magicien, 2001

## Filmographie
Dessins animés
- 1979 : Émilie. Réalisation Raymond Burlet. Scénario et dessin Domitille de Pressensé. Musique Philippe Noël. Voix : Jackie Berger, Carine François, Jules-Henri Marchant.
- 1988 : Naftaline. Réalisation Jean-Pierre Tardivel. Musique Richard de Bordeaux. Voix : Amélie Morin, Michel Elias, Nadia Iofrida, Anne Rondeleux.
- 2012 : Émilie. Réalisation Sandra Derval. Bible littéraire Domitille de Pressensé. Musique Mathias Duplessy. Voix : Nathalie Bienaimé, Fily Keita, Jennifer Fauveau, Martial Le Minoux, Leslie Lipkins, Marie Nonnenmacher

## Vidéographie
- Émilie. Réalisation Raymond Burlet. [S.l.] : Adès vidéo [éd.], 1982. 1 cass. vidéo (VHS) (1 h 04 min) : coul. (SECAM) + 1 brochure (15 p. ; ill. en n. et b. ; 19 cm). (Lanterne magique). LM1006 (référence éditoriale) (boîte)